# Troiano Marulli
Troiano Marulli, duc d’Ascoli, né le 2 décembre 1759 à Ascoli Satriano et mort le 19 mai 1823 à Naples, est un homme politique italien.

## Biographie
Né à Ascoli Satriano, dans le royaume de Naples, il entre au service de Ferdinand IV comme gentilhomme de la chambre en 1794, et est nommé, peu d’années après, vicaire général de la Basilicate et des trois provinces de la Pouille, alors menacées d’une invasion par les Français. La levée de boucliers du général Mack, à la tête des troupes napolitaines, contre les Français, qu’il chasse de Rome a la fin de novembre 1798, est bientôt suivie de sa défaite ; le duc d’Ascoli est obligé de suivre la famille royale en Sicile. Quelques mois plus tard, l’armée française évacue la ville pour marcher contre les Austro-Russes. Le duc d’Ascoli est nommé par le roi, en 1800, surintendant général de la police et de la justice criminelle du royaume. Il répond à la confiance du roi, réprime les excès, rétablit l’ordre et la sécurité, mais il ne parvient pas à sauver la monarchie napolitaine. Obligé de se réfugier en Sicile avec la cour, après l’invasion de Joseph Bonaparte en 1806, il y devient le conseiller habituel du roi Ferdinand IV, qui lui confie plusieurs missions diplomatiques en Espagne et dans l’île de Sardaigne. Il revient à Naples avec ce prince, en 1815, et est alors réintégré dans toutes ses fonctions, et nommé grand écuyer. Troiano Marulli meurt  à Naples, le 19 mai 1823, alors que les Autrichiens l’occupent sous les ordres du général Frimont. Ils lui rendent des honneurs funèbres, et de nombreux corps de troupes napolitaines et autrichiennes assistent au convoi funéraire.